# Bigonville-Poteau
Bigonville-Poteau (en luxembourgeois : Kimm ) est un lieu-dit de la commune luxembourgeoise de Rambrouch dans le canton de Redange.